# Герасимов, Георгий Герасимович
Георгий Герасимович Герасимов (6 мая 1897 года, с. Моргауши, Казанская губерния — 21 мая 1972 года, Алма-Ата) — русский советский архитектор, заслуженный строитель Казахской ССР (1967).

## Биография
В 1929 году окончил архитектурный факультет Ленинградского института гражданских инженеров. С 1930 года проживал и работал в городе Алма-Ата. В 1946—1959 гг. — научный сотрудник архитектурного сектора Академии наук Казахской ССР. По проекту Герасимова совместно с другими архитекторами в Алма-Ате построены здания Дома правительства (1931, ныне Казахская национальная академия искусств имени Т. К. Жургенова), Казахского сельскохозяйственного института (1932), техникума связи (1931—1935, ныне Казахско-Американский университет), Казахского музыкально-драматического театра (1939—1941), дома для писателя М. О. Ауэзова (1956—1957, ныне Дом-музей Ауэзова) и других.